# O'Fallon (Missouri)
O'Fallon è una city degli Stati Uniti d'America, situata nella Contea di Saint Charles in Missouri.
Appartiene alla cintura urbana della città di Saint Louis. Al censimento del 2000 la popolazione ammontava a 46 169 abitanti, passati a 79 329 nel 2010.
Il primo insediamento risale al 1856, e come municipalità venne incorporata il 25 settembre 1912.